# Subsecretaria per a la Transició Ecològica
La Subsecretaria per a la Transició Ecològica és un òrgan de gestió tècnica del Ministeri de Transició Ecològica encarregat de l'àmbit econòmic, de gestió i de personal del Departament. Aplega funcions de les antigues subsecretaries d'Agricultura i Pesca, Alimentació i Medi Ambient, i d'Energia, Turisme i Agenda Digital.

## Funcions
Les seves funcions es regulen en l'Article 9 del Reial decret 864/2018, de 28 de juliol, i les seves funcions són:
- Assistir al Ministre en les funcions de control de l'activitat del departament, realitzant aquelles que permetin avaluar el funcionament, l'eficàcia i el rendiment del personal i dels serveis del Ministeri, així com el seguiment de la contractació d'obra pública de competència del departament en els seus aspectes tècnic, funcional i administratiu, tot això, sense perjudici de les competències de la Intervenció General de l'Administració de l'Estat.
- La coordinació en la preparació de les conferencies sectorials relacionades amb les competències pròpies del departament.
- Mantenir les relacions institucionals amb les organitzacions professionals i altres entitats representatives d'interès en els sectors mediambiental i energètic, sense perjudici de les competències de les Secretaries d'Estat.
- La coordinació, seguiment i informe dels assumptes que se sotmetin a la Comissió Delegada del Govern per a Assumptes Econòmics i restants Comissions Delegades del Govern.
- El seguiment, anàlisi i prospectiva dels aspectes socials, econòmics i ambientals vinculats amb les diferents àrees estratègiques del departament, incloent la creació i difusió d'informació relacionada amb elles.
- La definició dels eixos directrius plurianuals que orienten els estudis del departament, d'acord amb les línies d'estratègia política, així com coordinar el Programa d'Estudis del departament.
- La coordinació de les àrees i dependències funcionals del departament integrades en la Delegacions de Govern i l'avaluació dels recursos necessaris per al seu funcionament, sense perjudici de la dependència funcional prevista en aquest decret.
- La coordinació de les campanyes de publicitat institucional del Departament.
- Les activitats derivades de la pertinença del Regne d'Espanya a organismes internacionals i en general en relacions internacionals, tant bilaterals com a multilaterals, i acció exterior en l'àmbit de les polítiques de competència del departament, així com l'impuls i desenvolupament de les activitats necessàries per al compliment derivat dels compromisos internacionals i programes internacionals de cooperació i assistència tècnica.
- El seguiment i assistència als restants òrgans del Ministeri en la preparació dels Consells de Ministres de la Unió Europea; el control dels procediments relacionats amb l'aplicació de la normativa de la Unió, així com el seguiment de la seva transposició al dret intern, en col·laboració amb les unitats responsables de l'elaboració normativa i competents per raó de matèria, incloent el sistema d'ajudes d'Estat.
- La direcció, impuls i coordinació de les conselleries a l'exterior.
- La inspecció general dels òrgans i organismes públics vinculats o dependents del Departament, les propostes per a la millora de la qualitat dels serveis, així com les previstes en el Reial decret 799/2005, d'1 de juliol, pel qual es regulen les inspeccions generals de serveis dels departaments ministerials.
- La tramitació dels expedients de compatibilitat i disciplinaris del personal del Departament.
- L'assistència i assessorament tècnic i administratiu als òrgans superiors i directius del departament sobre els seus projectes de millora dels serveis, incloent l'avaluació periòdica del compliment dels plans i programes. L'anàlisi, seguiment i coordinació dels plans i programes de caràcter transversal impulsats per altres entitats.
- Els estudis i anàlisis organitzatives, de retribucions, de procediments administratius i de processos de gestió i mètodes de treball, especialment la simplificació de procediments, la reducció de càrregues administratives i el manteniment de la informació continguda en el Sistema d'Informació Administrativa.
- La coordinació i la supervisió de la política de protecció de dades.
- La planificació, direcció, gestió i administració dels recursos humans del departament i, si escau, dels seus organismes autònoms, l'elaboració de les relacions de llocs de treball i la gestió de les retribucions, les relacions amb les organitzacions sindicals i associacions professionals de funcionaris i la negociació col·lectiva.
- L'elaboració dels plans de formació del personal i l'adreça de la seva execució i la planificació, direcció i gestió de l'acció social i dels programes de salut laboral i atenció a les condicions de treball.
- Les relacions amb els òrgans jurisdiccionals de l'ordre social en matèria de recursos humans del personal del Ministeri, sense perjudici de les competències de la Secretaria General Tècnica.
- La coordinació de les activitats vinculades amb les avaluacions de les polítiques públiques de competència del Departament en suport del Institut per a l'Avaluació de Polítiques Públiques del Ministeri de Política Territorial i Funció Pública, d'acord amb el pla d'avaluacions de polítiques públiques que aprovi el Consell de Ministres.
- L'elaboració de l'avantprojecte anual de pressupostos del Ministeri i la coordinació dels corresponents als seus organismes públics adscrits, així com el seguiment de l'execució pressupostària i l'autorització i tramitació de les seves modificacions i l'avaluació dels diferents programes de despeses.
- L'organització i gestió del secretariat de la Xarxa d'autoritats ambientals i el punt de contacte del programa LIFE de la Unió Europea. La gestió, el seguiment i la verificació de les certificacions emeses pels òrgans del Departament beneficiaris de les ajudes cofinançades pel Fons Europeu de Desenvolupament Regional i el Fons de Cohesió, sense perjudici de les funcions de programació i gestió dels òrgans directius competents.
- La direcció, impuls i coordinació dels serveis comuns del Departament, la gestió del règim interior, d'actes públics, seguretat i altres serveis generals, l'adreça i organització de les Oficines d'assistència en matèria de registres i les competències en relació amb l'expedició de certificats electrònics per als seus empleats públics.
- La planificació, elaboració, supervisió i adreça dels projectes d'execució d'obres, gestió patrimonial, conservació i inventari dels immobles afectes al Ministeri, així com la gestió patrimonial de l'arrendament de béns immobles.
- La gestió econòmica i financera i l'estudi, preparació i proposta dels contractes que subscrigui el Departament, sense perjudici de les competències atribuïdes a altres òrgans superiors o directius del Ministeri, així com la coordinació dels òrgans col·legiats del Departament en matèria de contractació. La supervisió, control i seguiment de la contractació del departament i dels seus organismes adscrits. La coordinació i control de l'actuació de les Caixes pagadores del Departament així com la tramitació dels pagaments que es realitzin mitjançant pagament a justificar i bestreta de caixa fixa des de les Caixes pagadores adscrites a la Sotsdirecció General de Serveis i Coordinació.
- El desenvolupament dels sistemes d'informació necessaris per al funcionament dels serveis, l'impuls de la transformació digital i la innovació en el Departament.

## Estructura
De la Sotssecretaria depenen els següents òrgans directius:
- Secretaria General Tècnica.
- Subdirecció General de Relacions Internacionals
- Subdirecció General de Personal i Inspecció dels Serveis.
- Subdirecció General de Serveis i Coordinació.
- Gabinet Tècnic de la Subsecretaria.
- Divisió de Sistemes i Tecnologies de la Informació i de les Comunicacions.
- Oficina Pressupostària.
- Advocacia de l'Estat en el Departament.
- Intervenció Delegada en el Departament.

A més, depèn funcionalment del Sotssecretari el Centre Nacional d'Educació Ambiental (CENEAM-Valsaín), sense perjudici de la seva adscripció orgànica a l'Organisme Autònom Parcs Nacionals.

## Llista de subsecretaris
Els subsecretaris de medi ambient han estat
| Nom                                     | Cos de funcionaris                                                         | Any de naixement | Data de nomenament |
| --------------------------------------- | -------------------------------------------------------------------------- | ---------------- | ------------------ |
| Claro José Fernández-Carnicero González | Cos d'Inspectors d'Hisenda                                                 |                  | 24 de maig de 1996 |
| María Jesús Fraile Fabra                | Cos de Tècnics Superiors d'Administració General de la Comunitat de Madrid | 1952             | 5 de maig de 2000  |
| Concepción Toquero Plaza                | Cos Superior d'Administradors Civils de l'Estat                            | 1948             | 19 d'abril de 2004 |
| Juana María Lázaro Ruiz (*)             | Cos d'Inspectors d'Hisenda                                                 | 1950             | 8 de juny de 2018  |

- Subsecretària de Transició Ecològica